# Hassi Delaa
Hassi Delaa (în arabă حاسى دلاعة) este o comună din provincia Laghouat, Algeria.
Populația comunei este de 11.204 locuitori (2008).